# Paloh (Paciran)
Paloh is een bestuurslaag in het regentschap Lamongan van de provincie Oost-Java, Indonesië. Paloh telt 1240 inwoners (volkstelling 2010).